# Africa Occidentale Portoghese
L'Africa Occidentale Portoghese (in portoghese: África Ocidental Portuguesa), ufficialmente Stato dell'Africa Occidentale, o Angola Portoghese (Estado da África Ocidental, o Angola Portuguesa) fu una colonia dell'Impero portoghese; istituita nel 1575, nel 1951 ottenne lo status di provincia d'oltremare e nel 1972 assunse la denominazione di Stato dell'Angola. 
Nel 1975, a conclusione della guerra coloniale portoghese, raggiunse l'indipendenza con la contestuale proclamazione della Repubblica Popolare dell'Angola.

## Popolazione
Nel 1940 la popolazione ammontava a 3.738.010 persone, di cui 44.083 bianchi e 28.035 mulatti. I cattolici erano 340.000, il resto della popolazione era pagana.
Nel 1970 vi erano invece 5.134.000 africani, 425.500 bianchi e 113.500 meticci, con un tasso di crescita annuo dell'1,3%. Tra di loro, vi erano 2.368.705 cattolici e 540.000 tra pagani e protestanti.

## Economia
Negli anni 1940 l'agricoltura era abbastanza limitata, e le principali risorse erano costituite da cotone, canna da zucchero e, sulla costa, noci di palma. Si coltivavano inoltre caffè (in maniera più moderna rispetto alle altre colture), tabacco e caucciù, e fu introdotta la coltivazione della gomma. Per le esportazioni, risultava particolarmente importante la produzione di granturco, mentre ad uso interno era diffuso il sorgo. L'allevamento (principalmente di bovini, seguiti da caprini, suini e ovini) era praticato sugli altipiani e utilizzato in gran parte per il mercato interno, con l'eccezione delle pelli da esportazione; particolarmente importante per l'economia locale era la pesca. Le attività minerarie erano limitate, con l'eccezione dell'estrazione e export di diamanti.
Verso la fine del periodo coloniale, l'economia del paese si era evoluta e modificata rispetto alla prima metà del XX secolo. Nel 1975 si producevano cotone, banane, canna da zucchero e palma da olio sulle coste; caffè, tabacco, manioca, patate, batate, arachidi, sesamo, cacao, agrumi, ricino e sisal sugli altipiani, oltre a frumento, mais, miglio e riso. Dal punto di vista minerario, oltre ai diamanti si era sviluppata la produzione di petrolio, con la presenza di società petrolifere straniere, e di ferro. Fra le industrie, negli anni '70 vi erano zuccherifici, birrifici, manifatture di tabacco, oleifici, cotonifici, cementifici e raffinerie. Petrolio, caffè e diamanti erano i prodotti più esportati.